# Хилл, Френч
Джеймс Френч Хилл (англ. James French Hill; род. 5 декабря 1956, Литл-Рок) — американский политический деятель, член Палаты представителей США от Арканзаса с 3 января 2015.

## Биография
Родился в 5 декабря 1956 года в городе Литл-Рок, штат Арканзас, США. Его отец управлял небольшой финансовой фирмой, где Хилл работал в юности в летние месяцы.
Он получил степень бакалавра гуманитарных наук по экономике в Вандербильтском университете, а также учился в Школе менеджмента Джона Андерсона при Калифорнийском университете в Лос-Анджелесе, где получил диплом корпоративного директора.

## Карьера
С 1982 по 1984 год Хилл работал помощником сенатора Джона Тауэра, а также занимал должность в комитете Сената по банковским делам, жилищным вопросам и градостроительству. С 1991 по 1993 год он был исполнительным секретарём Националтного экономического совета президента Джорджа Герберта Уокера Буша.
Хилл выдвинул свою кандидатуру на место в Палате представителей США от 2-го округа Арканзаса после того, как его коллега-республиканец Тим Гриффин принял решение баллотироваться на пост вице-губернатора штата. Хилл победил кандидата от Демократической партии Пэта Хейса, мэра города Норт-Литл-Рок, набрав 52% голосов. В 2020 году Хилл баллотировался на второй срок, получив поддержку от Сары Хакаби Сандерс, которая выступила с таким заявлением на предвыборном митинге.
3 января 2025 года Хилл возглавил Комитет Палаты представителей по финансовым вопросам.

## Личная жизнь
Хилл и его супруга Марта Маккензи проживают в Литл-Роке. У них есть двое детей. Хилл является католиком.
Согласно опубликованным в 2023 году финансовым отчётам Хилла, его состояние составляло от 10,3 до 25,7 миллионов долларов.